# Монрежо
Монрежо́ (фр. Montréjeau, окс. Montrejau) — коммуна во Франции, находится в регионе Юг — Пиренеи. Департамент — Верхняя Гаронна. Административный центр кантона Монрежо. Округ коммуны — Сен-Годенс.
Код INSEE коммуны — 31390.

## География

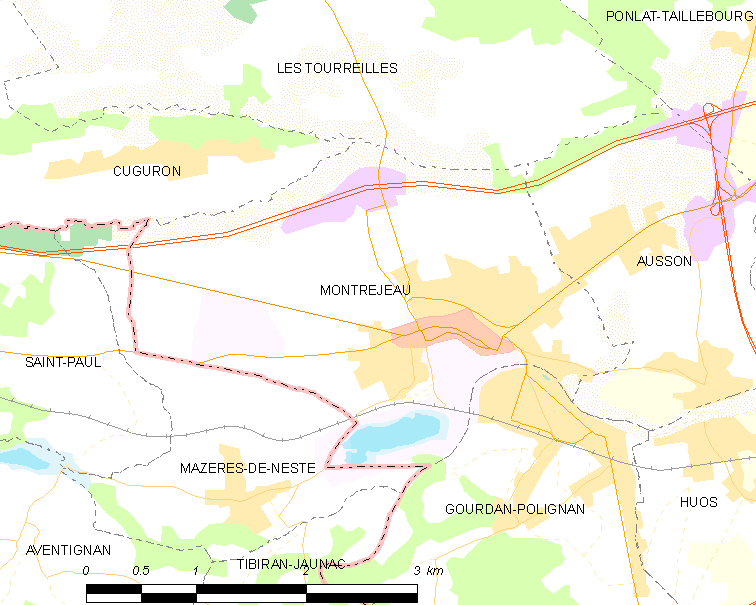
Карта коммуны

Коммуна расположена приблизительно в 660 км к югу от Парижа, в 95 км к юго-западу от Тулузы.
По территории коммуны протекают реки Гаронна и Нест-д’Ор. На юге расположено озеро Монрежо.

## Климат
Климат умеренно-океанический. Зима мягкая и снежная, весна характеризуется сильными дождями и грозами, лето сухое и жаркое, осень солнечная. Преобладают сильные юго-восточные и северо-западные ветры.

## Население
Население коммуны на 2010 год составляло 2781 человек.
| 1962 | 1968 | 1975 | 1982 | 1990 | 1999 | 2010 |
| ---- | ---- | ---- | ---- | ---- | ---- | ---- |
| 3149 | 3700 | 3473 | 3161 | 2857 | 2577 | 2781 |

## Администрация
| Период | Период | Фамилия     | Партия                             | Примечания                  |
| ------ | ------ | ----------- | ---------------------------------- | --------------------------- |
| 1989   | 1995   | Жан Пуссон  | Социалистическая партия            | член генерального совета    |
| 1995   | 2001   | Жан Жорда   | Объединение в поддержку республики | член регионального совета   |
| 2001   | 2008   | Робер Пон   | Социалистическая партия            | член генерального совета    |
| 2008   | 2020   | Эрик Микель | сторонник Левого фронта            | президент сообщества коммун |

## Экономика
В 2010 году среди 1607 человек трудоспособного возраста (15—64 лет) 1117 были экономически активными, 490 — неактивными (показатель активности — 69,5 %, в 1999 году было 63,5 %). Из 1117 активных жителей работали 897 человек (466 мужчин и 431 женщина), безработных было 220 (89 мужчин и 131 женщина). Среди 490 неактивных 98 человек были учениками или студентами, 182 — пенсионерами, 210 были неактивными по другим причинам.

## Достопримечательности
- Церковь Св. Иоанна Крестителя (XIII век)
- Часовня Св. Германа
- Замок Вальмиранд[фр.] (XIX век). Исторический памятник с 1992 года[4]
- Мост через реку Гаронна (1773 год). Исторический памятник с 1984 года[5]
- Крытый рынок (1939 год). Исторический памятник с 2004 года[6]
- Бывший отель Парк (XIX век). Исторический памятник с 2005 года[7]
- Отель Лассю (1760 год). Исторический памятник с 2005 года[8]

## Фотогалерея

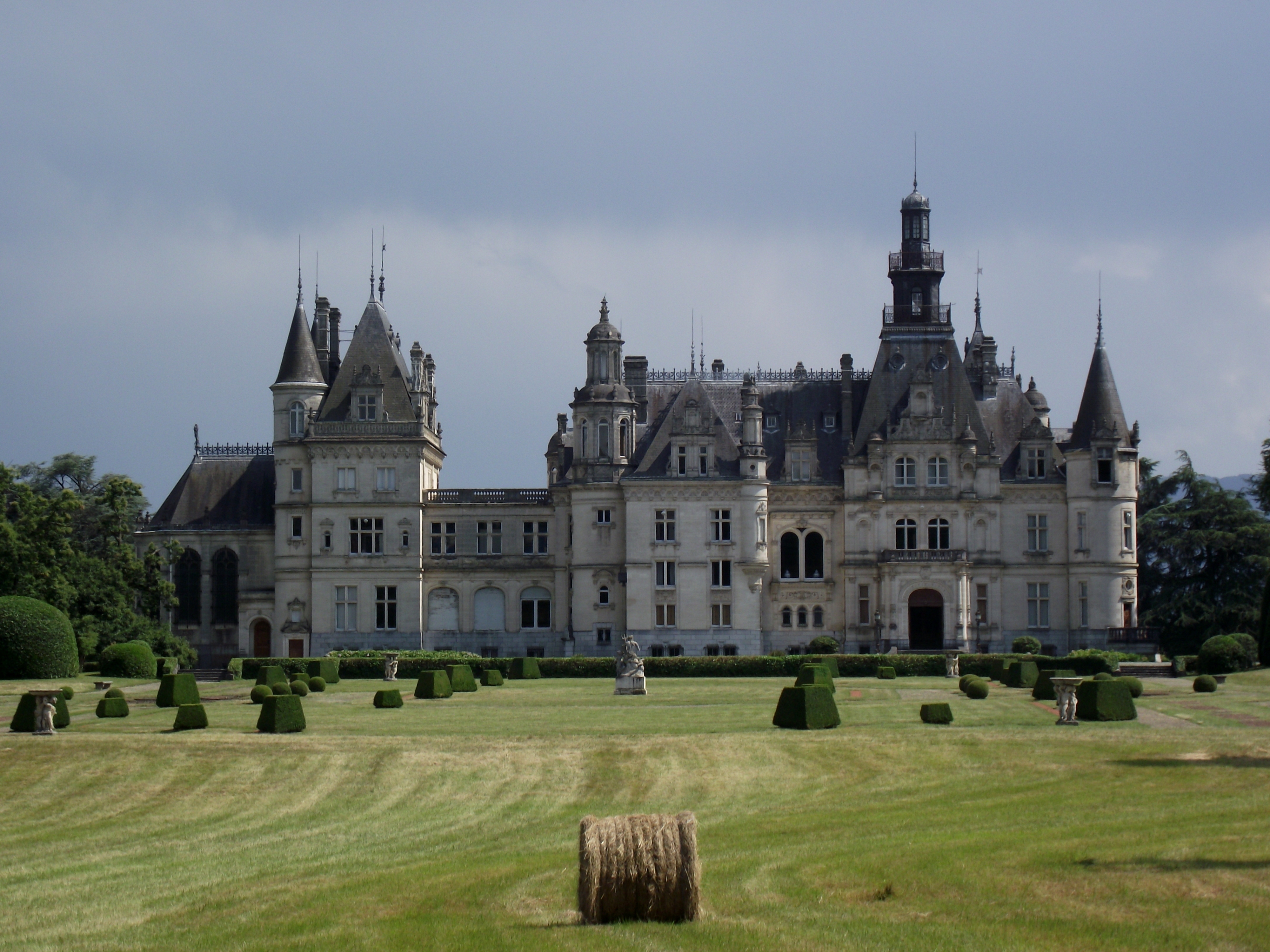
Замок Вальмиранд
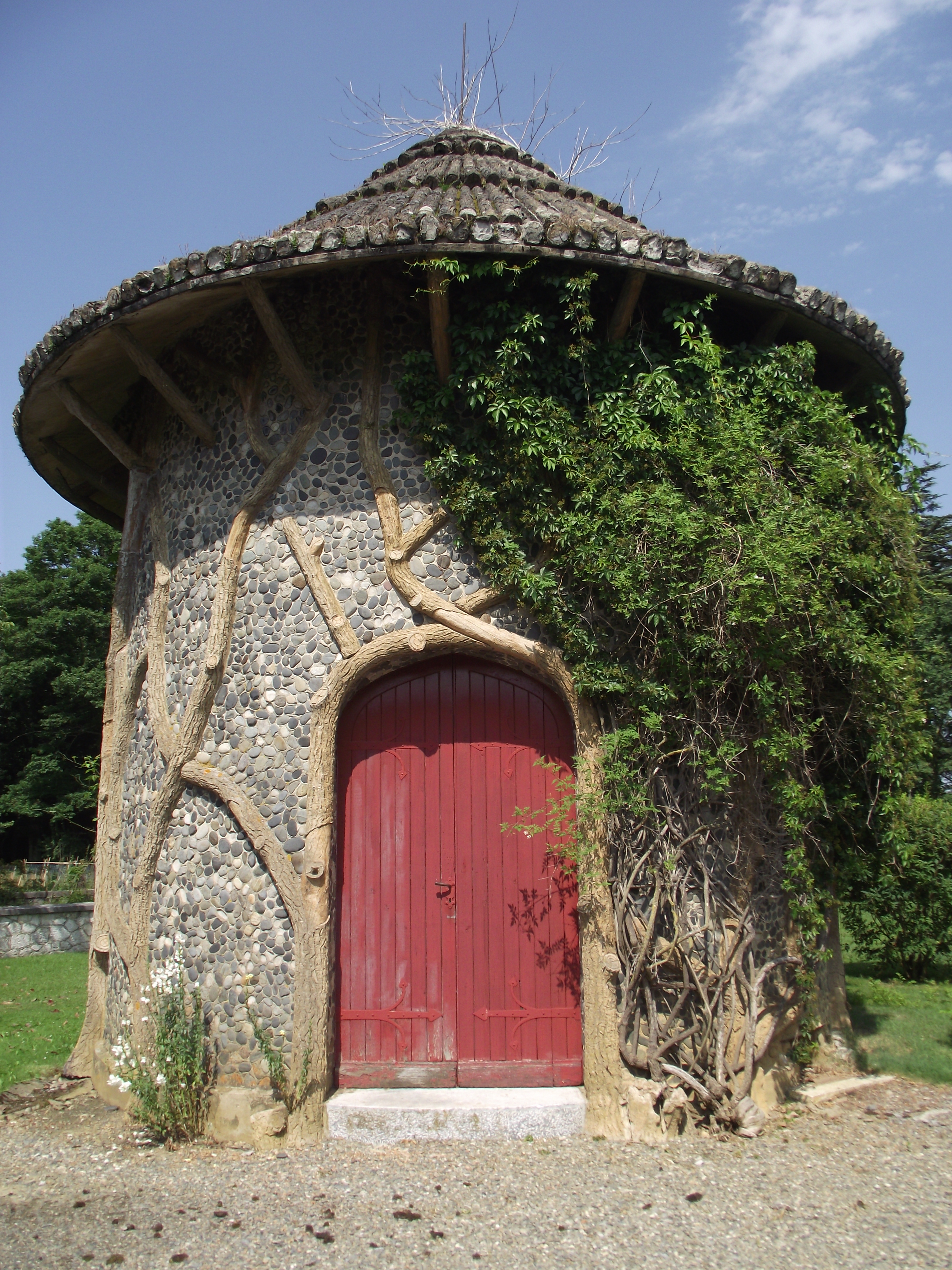
Колодец в замке Вальмиранд
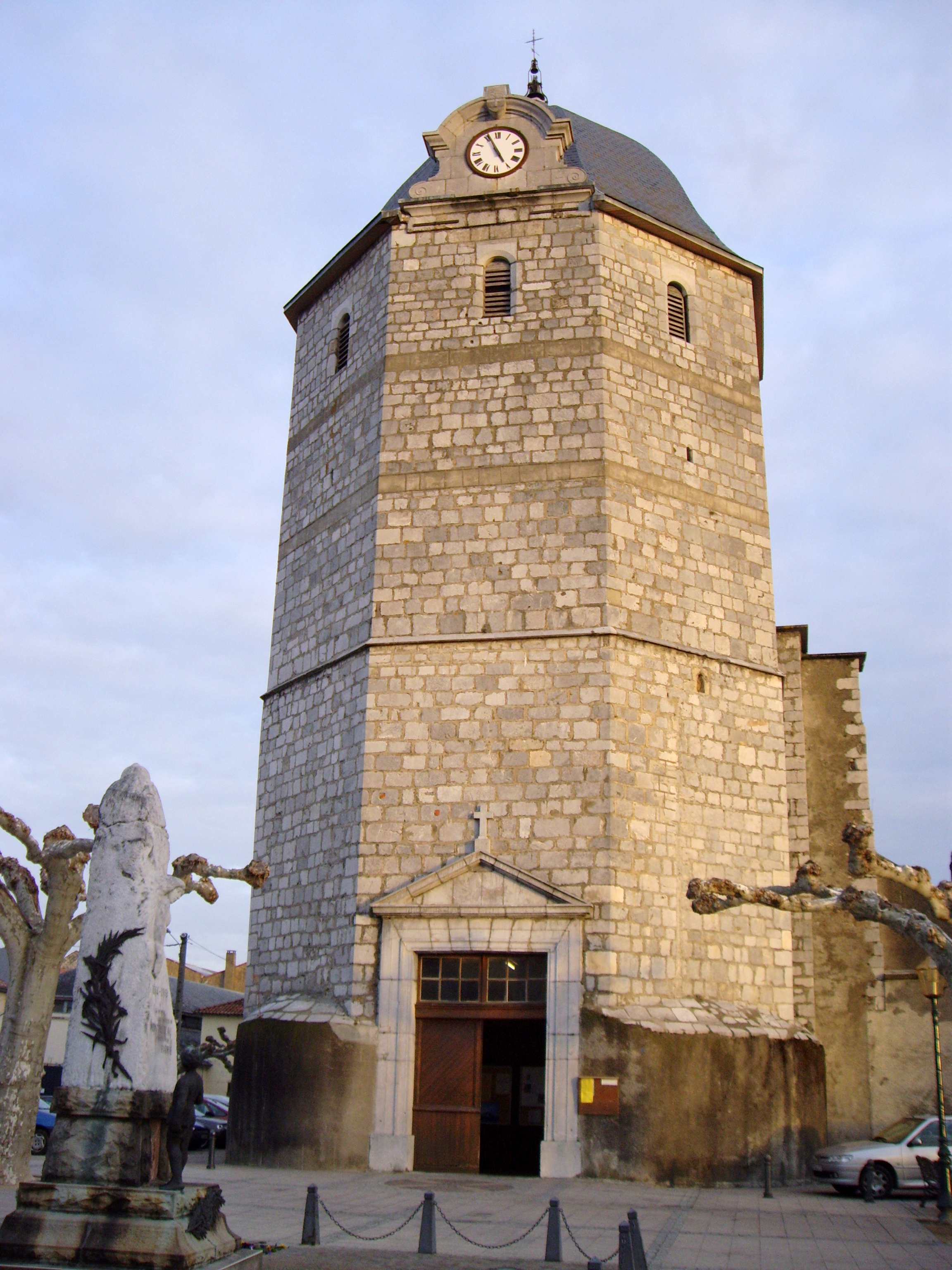
Церковь Св. Иоанна Крестителя
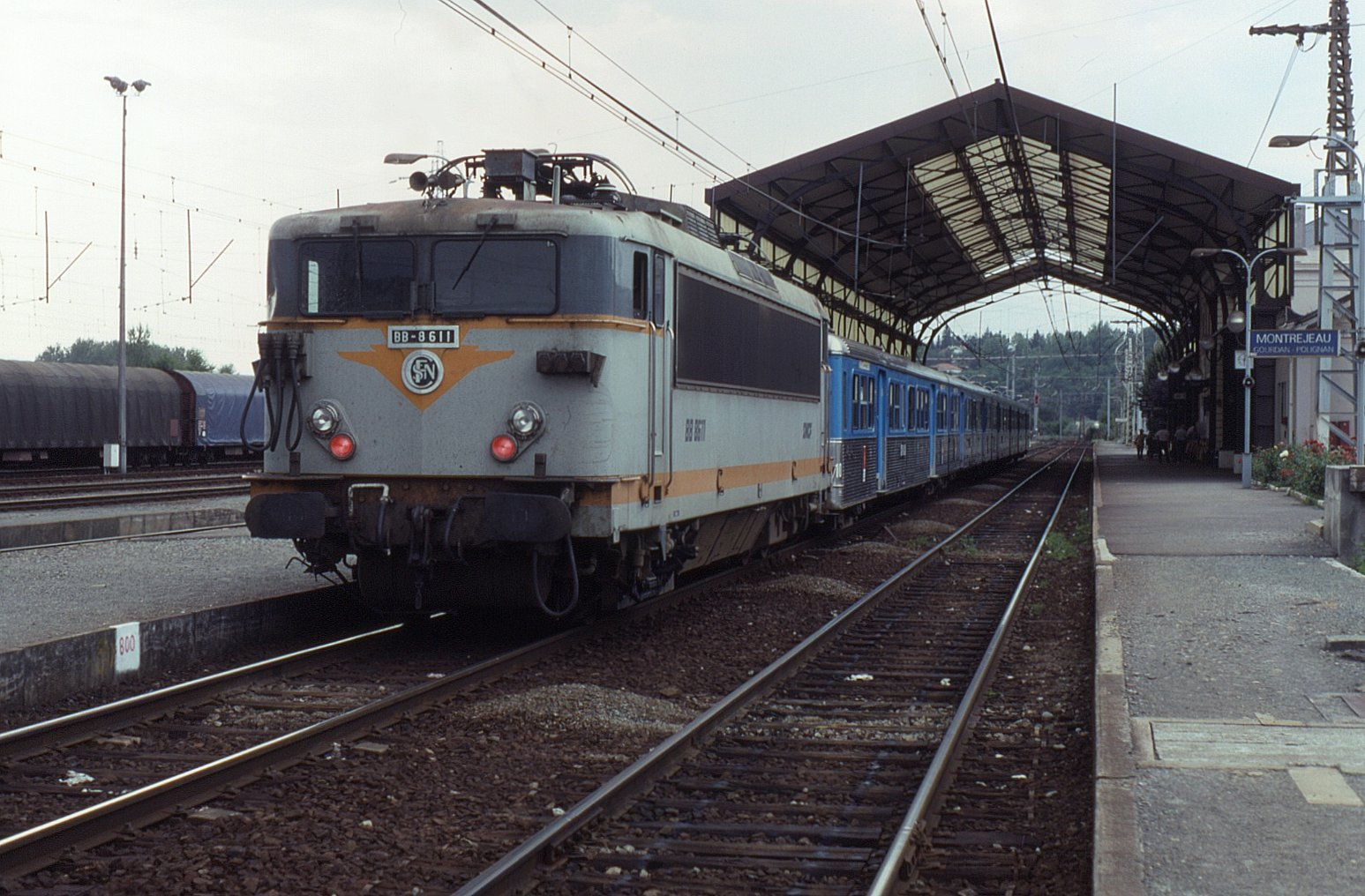
Вокзал Монрежо-Гурдан-Полиньян
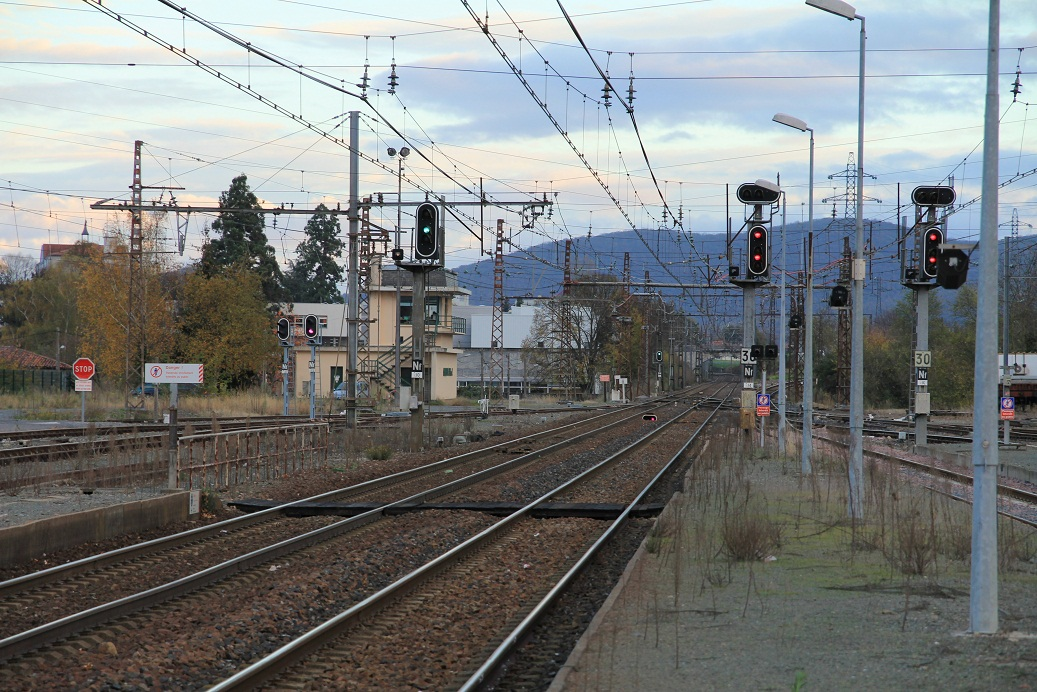
Вокзал Монрежо-Гурдан-Полиньян